# Лугове (Прилуцький район)
Лугове —  селище в Україні, у Прилуцькому районі Чернігівської області. Населення становить 45 осіб. Входить до складу Парафіївської селищної громади.

## Населення

### Мова
Розподіл населення за рідною мовою за даними перепису 2001 року:
| Мова       | Кількість | Відсоток |
| ---------- | --------- | -------- |
| українська | 76        | 82.61%   |
| російська  | 15        | 16.30%   |
| вірменська | 1         | 1.09%    |
| Усього     | 92        | 100%     |

## Географія
Селище Лугове знаходиться на відстані 2 км від смт Парафіївка. Поруч проходить залізнична гілка, станція Качанівка за 2,5 км.